# Готч, Карл
Карел Истас (нем. Karel Istaz, 3 августа 1924, Антверпен — 28 июля 2007, Тампа, Флорида) — немецко-американский рестлер, борец, и тренер бельгийского происхождения, более известный под именем Карл Готч (англ. Karl Gotch). В Японии Готч был известен как «Бог борьбы» благодаря своему влиянию на формирование японского стиля рестлинга.

## Ранняя жизнь
Истас родился в Антверпене, Бельгия, в семье отца-венгра и матери-немки. Он вырос в Гамбурге, Германия. В раннем возрасте он изучал греко-римскую борьбу и с самого начала был очень известным спортсменом. Он занимался борьбой в «Ипподроме», известном спортивном центре в Антверпене, где проводились любительские бои — бокс, сават и борцовские поединки.

## Карьера в борьбе
Истас преуспел в любительской борьбе и совершил большой прорыв в своей карьере, выступая за Бельгию на Олимпийских играх 1948 года в вольной и греко-римской борьбе. Готч также тренировался в индийском боевом искусстве кушти. Эти тренировки привели Истаса к режиму калистенических упражнений с отягощениями, которые использовались индийскими борцами и другими спортсменами для развития выносливости и силы ног. Он также перенял в своей борьбе другие индийские упражнения, такие как мост, приседания и отжимания. Философия Готча позже была передана нескольким его ученикам.

## Карьера в рестлинге

### Европа и США
Профессиональная карьера Истаза началась после тренировок в «Змеиной яме», которой руководил известный кэтч-борец Билли Райли. Он дебютировал в 1950-х годах, выступая по всей Европе под именем Карл Краузер и завоевывая различные титулы, включая титул чемпиона Германии в тяжелом весе и чемпиона Европы.
В конце 1950-х годов Истас переехал в США и стал выступать под именем Карл Готч. В Соединенных Штатах стиль борьбы Готча и отсутствие шоуменства сдерживали его, и он не пользовался большой популярностью в то время. В 1961 году он выиграл титул чемпиона мира в тяжелом весе American Wrestling Alliance (Огайо). Готч удерживал пояс в течение двух лет, после чего уступил титул Лу Тесзу, одному из немногих американских рестлеров, которого он уважал из-за сходства их стилей (у обоих также общее немецко-венгерское наследие). В 1962 году Готч был вовлечен в закулисную перепалку с тогдашним чемпионом мира в тяжелом весе NWA Бадди Роджерсом, в результате которой Роджерс получил травму. Этот инцидент отдалил Готча от американских промоутеров, и он начал искать работу в Японии.
Он вернулся в Соединенные Штаты в 1970-х годах, где с августа 1971 по февраль 1972 года выступал в World Wide Wrestling Federation. 6 декабря 1971 года он в паре с Рене Гуле выиграл титул командных чемпионов мира WWWF у первых в истории чемпионов Люка Грэма и Тарзана Тайлера в «Мэдисон-cквер-гарден». 1 февраля 1972 года они проиграли чемпионат Барону Микелю Скиклуне и Кингу Кертису.

### Япония
В 1960-х годах Готч начал выступать в других странах. Он выступал в Австралии под именем Карл Краузер, а в 1965 году победил Спироса Ариона и выиграл титул чемпиона International Wrestling Alliance в тяжелом весе. Он также начал работать в Японии, где стал очень популярным благодаря своему стилю борьбы. 6 марта 1972 года он выступил в главном событии самого первого шоу New Japan Pro-Wrestling (NJPW), победив Антонио Иноки. Его последний матч состоялся 1 января 1982 года, когда он победил Йошиаки Фудзивару приемом «Немецкий суплекс». На протяжении 1970-х и 1980-х годов Готч работал в NJPW в качестве буккера и тренера. Он тренировал нескольких рестлеров в Японии, включая Хидэки Судзуки, Хиро Мацуду, Сатору Саяму, Осаму Кидо, Барри Дарсоу, Минору Судзуки, Тацуми Фудзинами, Акиру Маэду и Йосиаки Фудзивару.

## Личная жизнь
Истаз был женат и имел дочь. Они проживали во Флориде.

## Наследие и смерть
Готч стал известен в Японии как «Ками-сама» (яп. 神様). Стиль борьбы Готча, наряду с его товарищем Лу Тесзом, оказал большое влияние на Иноки, который перенял и популяризировал его стиль, основанный на болевых приёмах. Некоторые из учеников Истаса основали в 1984 году в Японии Universal Wrestling Federation, которая демонстрировала стиль шут-рестлинга. Успех UWF и других подобных организаций повлиял на японский рестлинг в последующие десятилетия и изменил стиль матчей в NJPW и All Japan Pro Wrestling.
«Немецкий суплекс» назван в честь Готча. Готч был введен в Зал славы Wrestling Observer в составе первого класса в 1996 году. В 2007 году он был введен в Зал славы рестлинга. Он ввел в обиход приёмы Cradle Piledriver и Kneeling Belly-to Belly Piledriver.
Истас умер 28 июля 2007 года в Тампе, Флорида, в возрасте 82 лет.

## Титулы и достижения
- American Wrestling Alliance (Огайо)
  - Чемпион мира AWA в тяжёлом весе (1 раз)[7]
- Зал славы рестлинга Джорджа Трагоса/Лу Теза
  - С 2009 года[8]
- New Japan Pro-Wrestling
  - Настоящий чемпион мира (2 раза)[7]
  - Клуб величайших 18-ти
- Зал славы и музей рестлинга
  - С 2007 года[3]
- Tokyo Sports
  - Награда за заслуги (2007)[9]
- World Championship Wrestling (Австралия)
  - Чемпион мира IWA в тяжёлом весе (1 time)
- World Wide Wrestling Federation
  - Командный чемпион мира WWWF (1 раз) — с Рене Гуле[4]
- Worldwide Wrestling Associates
  - Командный чемпион мира WWA (2 раза) — с Майком Дибиаси
- Wrestling Observer Newsletter
  - Член зала славы WON (c 1996 года)[4]